# 五億円のじんせい
『五億円のじんせい』は、2019年7月20日に公開の日本映画。監督はYahoo! JAPAN 20周年企画『NEW CINEMA PROJECT』Powered by GYAO!+Amuse」監督部門グランプリの文晟豪。主演は望月歩。

## あらすじ
望来は幼い頃、募金五億によって手術に成功した17歳の少年。現在は健康だが五億に相応しい人間でいたが、周囲の期待に応えることに窮屈も感じていた。
ある日、あるキッカケによりSNSの裏アカウントで自殺宣言をしたところ、見知らぬアカウントから「死ぬなら五億円返してから死ね」とメッセージが届き五億円を返す旅に出る決意をする。

## キャスト
- 高月望来 - 望月歩
- 橘明日香 - 山田杏奈
- 透 - 兵頭功海[3]
- 千春 - 小林ひかり
- 千春の母親 - 江本純子
- 丹波 - 森岡龍
- 熊谷 - 松尾諭
- 加奈子 - 芦那すみれ
- 田沼 - 吉岡睦雄
- 日雇い仕事の手配師 - 諏訪太朗
- 土屋 - 坂口涼太郎
- ホームレスの男・いちさん - 平田満
- 若いホームレス - 水澤紳吾
- 高月麻里恵 - 西田尚美

## スタッフ
- 監督 - 文晟豪[1]
- 脚本 - 蛭田直美[1]
- 製作 - 畠中達郎、田中祐介
- 音楽 - 谷口尚久
- 主題歌 - ZAO「みらい」
- 制作プロダクション - オフィス・シロウズ
- 企画製作 - NEW CINEMA PROJECT（アミューズ、GYAO!）
- 配給 - NEW CINEMA PROJECT（アミューズ、GYAO!）
- 宣伝 - ミラクルヴォイス
- 製作 - NEW CINEMA PROJECT（アミューズ、GYAO!）